# 松平玄成
松平 玄成（まつだいら はるしげ、生年不明 - 寛永9年7月14日〈1632年8月29日〉）は安土桃山時代から江戸時代前期にかけての武将。深溝松平家・松平伊忠の四男。

## 人物
3代当主・松平伊忠の四男として誕生。天正10年6月2日（1582年6月21日）に徳川家康らとともに河内へ滞在し、小姓として伊賀越えに随行している。
後に、家康の命により紀州徳川家・徳川頼宣の家臣となった。。